# 王琳娜
王琳娜（1980年—），中国女子象棋棋手、女子特级大师。

## 生平
王琳娜出生于黑龙江绥化。她于1991年加入黑龙江棋院，1993年起参加全国比赛。她是1997年、2000年、2009年、2014年四届全国象棋个人赛女子冠军，2021年第十四届全运会象棋女子冠军。在亚洲赛场上，她于1998年、2010年两度获亚洲象棋锦标赛冠军，2003年获亚洲名手邀请赛（现为亚洲象棋个人锦标赛）冠军。而在世界赛场上，她则是2001年、2015年两届世界象棋锦标赛冠军。她也是继胡明之后中国象棋界第二个夺得世界、亚洲、全国锦标赛所有冠军头衔“大满贯”的女棋手。